# Sarahy Contreras Martínez
Sarahy Contreras Martínez (Ciudad de México, 1970) es una ornitóloga, bióloga y profesora universitaria mexicana.

## Biografía
Sarahy Contreras Martínez nació en la Ciudad de México. Es licenciada en Biología por la Universidad de Guadalajara (1992), maestra en Ciencias en Conservación Biológica y Desarrollo Sustentable por la Universidad de Wisconsin-Madison (1999), y doctora en Ciencias en Biosistemática, Ecología y Manejo de Recursos Naturales y Agrícolas por el Centro Universitario de la Costa Sur (CUCSur), Universidad de Guadalajara (2015).
Desde 1993, ha desarrollado una destacada carrera académica e investigadora en el Departamento de Ecología y Recursos Naturales del CUCSur, adscrito al Instituto Manantlán de Ecología y Conservación de la Biodiversidad (IMECBIO). Su trabajo se ha enfocado en la ecología y conservación de aves terrestres del occidente de México, con énfasis en los colibríes y aves paseriformes, especialmente en la Reserva de la Biósfera Sierra de Manantlán. Entre 2010 y 2022 coordinó el proyecto “Ecología y conservación de aves terrestres en la Reserva de la Biosfera Sierra de Manantlán y su zona de influencia”.
En 2024, lideró un proyecto pionero que logró colocar radiotransmisores solares en colibríes, permitiendo rastrear sus rutas migratorias desde Alaska hasta Jalisco. Esta innovación tecnológica fue desarrollada con apoyo de Cellular Tracking Technologies y aplicada en cinco especies de colibríes.
También ha impulsado actividades de divulgación y educación ambiental, como el Festival del Colibrí en Ahuacapán, Jalisco, que en 2025 celebró su quinta edición.

## Premios y reconocimientos
- Reconocimiento al Compromiso Ambiental del Colegio de Profesionales en Ciencias Biológicas y Ambientales de Jalisco (2025).
- Premio Internacional Wings Across the Americas (2018), otorgado por el US Forest Service.
- Galardón Partners In Flight (2020), en la categoría de Investigación Individual.
- Premio Internacional Compañeros en Vuelo (2019), por sus aportes a la conservación de aves del occidente de México.
- Reconocimiento Nacional MUNIC (2017) por el video “Grandes Guerreros: Colibríes y Fuego”.